# I liga polska w hokeju na lodzie (1976/1977)
22. sezon I ligi polskiej w hokeju na lodzie rozegrany na przełomie 1976 i 1977 jako 40. sezon rozgrywek o Mistrzostwo Polski w hokeju na lodzie.
W porównaniu do poprzedniego sezonu skład uczestników I ligi został powiększony z 10 do 12 uczestników (do ligi awansowali mistrzowie dwóch grup II ligi 1975/1976: Stoczniowiec Gdańsk i Stal Sanok, a w wyniku baraży miejsce uzyskał zeszłoroczny I-ligowiec Legia Warszawa oraz II-ligowiec Pomorzanin Toruń), jednak było to rozwiązanie przejściowe, gdyż po tej edycji zaplanowano degradację trzech drużyn i awans tylko jednej z II ligi. Sezon zainaugurowano dwumeczami 25 i 26 września 1976. 7 lipca 1976 w Pałacu Lodowym w Sosnowcu dokonano losowania par sezonu, zaplanowanego na termin od 25 września 1976 do 21 kwietnia 1977.
Dwumecze były rozgrywane w różnych dniach tygodnia (nie tylko sobota-niedziela). W trakcie sezonu nastąpiły dwie około miesięczne przerwy w rozgrywkach, pierwsza na przełomie listopada / grudnia 1976, a druga na przełomie lutego / marca 1977 (w tym czasie odbył się turniej Mistrzostw Świata 1977 Grupy B w Tokio, w którym brała udział reprezentacja Polski). W całym sezonie rozegrano 22 podwójne kolejki (dwa mecze dzień po dniu). Od początku rozgrywek prowadziło Podhale Nowy Targ. Ostatni dwumecz sezonu został rozegrany 20 i 21 kwietnia 1977. Mistrzem Polski został zespół Podhala Nowy Targ i był to 9. tytuł mistrzowski w historii klubu, w tym siódmy z kolei (tym samym nowotarżanie wyrównali podobną serię Legii Warszawa). Rywalizacja o wicemistrzostwo pomiędzy drużynami urzędującego mistrza Baildonu Katowice oraz Naprzodu Janów rozstrzygnęła się w ostatnim dwumeczu w bezpośrednim starciu tych zespołów – w ostatecznym rozrachunku przy równej liczbie punktów i takiej samej statystyce meczów (po jednym zwycięstwie i dwa remisy) lepszy w bezpośrednim bilansie bramkowym okazał się Naprzód (20:19).
Królem strzelców sezonu został Jan Mrugała (Podhale Nowy Targ), zdobywca 64 goli. Złoty Kij za sezon otrzymał Walenty Ziętara (Podhale Nowy Targ).

## Wyniki
| Lp. | Zespół              | M  | Pkt | W | R | P  | G + | G - | +/- |
| --- | ------------------- | -- | --- | - | - | -- | --- | --- | --- |
| 1   | Podhale Nowy Targ   | 22 | 39  |   |   |    | 143 | 51  | +92 |
| 2   | ŁKS Łódź            | 22 | 32  |   |   |    | 95  | 63  | +32 |
| 3   | Baildon Katowice    | 22 | 30  |   |   |    | 124 | 78  | +46 |
| 4   | Naprzód Janów       | 22 | 28  |   |   |    | 107 | 67  | +40 |
| 5   | Stoczniowiec Gdańsk | 22 | 25  |   |   |    | 93  | 83  | +10 |
| 6   | GKS Katowice        | 22 | 24  |   |   |    | 67  | 62  | +5  |
| 7   | GKS Tychy           | 22 | 23  |   |   |    | 80  | 84  | -4  |
| 8   | Zagłębie Sosnowiec  | 22 | 19  |   |   |    | 71  | 74  | -3  |
| 9   | Legia Warszawa      | 22 | 13  |   |   |    | 69  | 102 | -39 |
| 10  | Polonia Bydgoszcz   | 22 | 13  |   |   |    | 65  | 104 | -57 |
| 11  | Pomorzanin Toruń    | 22 | 9   | 3 | 3 | 16 | 60  | 132 | -72 |
| 12  | Stal Sanok          | 22 | 9   | 4 | 1 | 17 | 56  | 141 | -85 |

| Lp. | Zespół              | M  | Pkt | W  | R  | P  | G + | G - | +/-  |
| --- | ------------------- | -- | --- | -- | -- | -- | --- | --- | ---- |
| 1   | Podhale Nowy Targ   | 44 | 75  | 36 | 3  | 5  | 312 | 128 | +184 |
| 2   | Naprzód Janów       | 44 | 62  | 27 | 8  | 9  | 220 | 136 | +84  |
| 3   | Baildon Katowice    | 44 | 62  | 28 | 6  | 10 | 284 | 164 | +120 |
| 4   | ŁKS Łódź            | 44 | 61  | 28 | 5  | 11 | 231 | 137 | +94  |
| 5   | GKS Katowice        | 44 | 53  | 24 | 5  | 15 | 156 | 126 | +30  |
| 6   | Stoczniowiec Gdańsk | 44 | 49  | 20 | 9  | 15 | 189 | 162 | +27  |
| 7   | GKS Tychy           | 44 | 39  | 18 | 3  | 23 | 153 | 183 | -30  |
| 8   | Zagłębie Sosnowiec  | 44 | 36  | 16 | 4  | 24 | 136 | 154 | -18  |
| 9   | Polonia Bydgoszcz   | 44 | 34  | 12 | 10 | 22 | 141 | 212 | -71  |
| 10  | Legia Warszawa      | 44 | 26  | 11 | 4  | 29 | 154 | 211 | -57  |
| 11  | Stal Sanok          | 44 | 16  | 7  | 2  | 35 | 121 | 295 | -184 |
| 12  | Pomorzanin Toruń    | 44 | 15  | 5  | 5  | 34 | 122 | 311 | -189 |

## Strzelcy
1. Jan Mrugała (Podhale Nowy Targ) – 64 gole
2. Andrzej Zabawa (Baildon Katowice) – ?
3. Jan Piecko (Baildon Katowice) – 46 goli
4. Mirosław Sikora (GKS Katowice) – 42 gole
 ?. Jan Paszkiewicz (Stal Sanok) – 30 goli
(na podstawie materiału źródłowego)